# Halloween
|  | Per a altres significats, vegeu «Halloween (desambiguació)». |

Halloween és una festivitat tradicional heretada de les celebracions d'origen celta, que s'ha estès ràpidament arreu del món i, en especial, pels països anglosaxons.
Fa molts segles a Bretanya, Escòcia i Irlanda, el dia 31 d'octubre se celebrava la festivitat de Samhain, que coincidia amb el darrer dia de l'any segons els antics calendaris celtes i anglosaxons. Samhain era el déu dels morts. Algunes fonts indiquen que la paraula gaèlica "Samhain" literalment vol dir "final de l'estiu". El dia que celebraven Samhain era, per tant, el dia de cap d'any. En aquella època, s'encenien grans fogueres sobre les muntanyes per foragitar els esperits malignes. També es creia que les ànimes dels morts visitaven les seves antigues cases per intentar trobar un cos on habitar, i anaven acompanyades de bruixes i esperits.
Amb l'arribada del cristianisme s'establí el primer dia de novembre com a Dia de Tots Sants. En aquell moment, el 31 d'octubre es convertí en All Hallows Eve.
Moltes de les tradicions de Halloween es varen convertir en jocs infantils que els immigrants irlandesos portaren als Estats Units en el segle xix. A partir d'aquí, la tradició, per la colonització cultural dels Estats Units d'Amèrica, es va començar a estendre per la resta del món, i fins i tot ha arribat a absorbir els costums que portava associats el Dia de Tots Sants, passant alguna de les seves tradicions a la vigília.
Una de les tradicions més estesa és la del Trick or treat (literalment, "broma o regal"). Els nens, disfressats per l'ocasió, van de casa en casa demanant petits regals tals com llaminadures (o, en algunes cultures, diners) fent la pregunta «trick or treat?». El trick («broma») és una lleu amenaça de dur a terme alguna trapelleria contra els propietaris de la casa si no es dona cap treat («regal»).

## Etimologia

### Origen cristià
La paraula "Halloween" data al voltant de 1745 i és d'origen cristià. La paraula "Halloween" significa "nit santa". Ve d'un terme escocès per All Hallows' Eve (la vigília del Tots Sants). En llengua escocesa, la paraula "eve" és "fins i tot", i es contreu per "e'en" o "een". Amb el temps, "(All) Hallow (s) Eve (n)" es va convertir en "Halloween". Encara que la frase "All Hallows" es troba en anglès antic (ealra hālgena mæssedæg, all saints mass-day), "All Hallows' Eve" en si mateixa no es veu fins a 1556.

### Origen celta

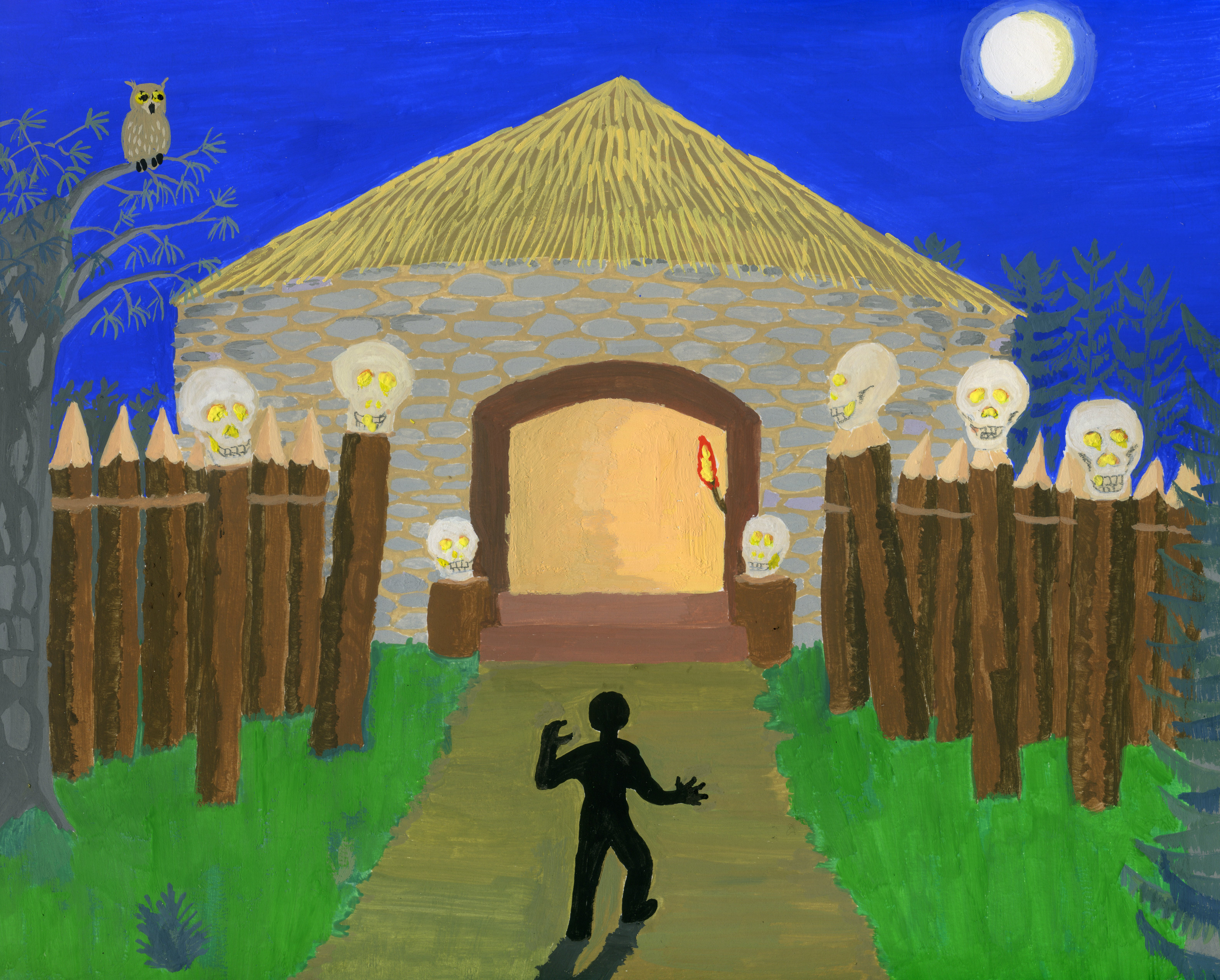
La llegenda celta diu que penjaven cranis en estaques.

Hi ha una altra versió que diu que la paraula Halloween pertany a la cultura celta, per tant és anterior a la llengua anglesa. Segons una llegenda el Halloween es va originar a les actuals terres irlandeses i la seva traducció voldria dir «saló del vencedor». Fa molts anys hi havia un rei celta que decorava l'entrada de la seva residència amb els caps tallats i enclavats en pals dels seus enemics vençuts en batalla. Els celtes creien que el cap era l'habitacle de l'ànima i no enterrar el cap era una falta greu de respecte que comportava haver-se-les amb la ira del difunt. Però l'objectiu d'aquest rei no era només demostrar que no tenia por dels seus enemics ni tan sols després de morts. Un cop penjats els caps permetia que les aus rapinyaires es mengessin els ulls i la carn, i quan ja no en quedava més que el crani el feia servir de llanterna. D'aquesta manera, la imatge esgarrifosa de l'entrada a la seva residència complia una funció dissuasiva per tot aquell qui s'acostés amb males intencions.
Temps més tard van arribar a aquelles terres uns monjos que van convertir al cristianisme els irlandesos i els van convèncer que no estava bé vantar-se d'haver matat, ni que fos dels enemics. Als caps se'ls va donar cristiana sepultura, però a la memòria dels vells romania aquella nefasta visió i per explicar als seus nets com havien estat els temps passats es va iniciar el costum de buidar carbasses imitant la forma d'un crani i fer-les servir com a llanternes. En acabar l'explicació, l'avi els ensenyava una oració per l'ànima de tots els difunts. Els celtes, a la celebració en memòria de tots els difunts li van dir Samhain.

## Connexió amb altres rituals
L'historiador Nicholas Rogers, entre altres folkloristes ha establert relació amb altres rituals semblants al Samhain, com ara la festa en honor de Pomona, la deessa dels fruits i les llavors, que celebraven a l'antiga Roma, o també amb la Parentalia, pel record als difunts. Samhain (pronunciat: Sah-win o Sow-in) fou el primer i més important de les quatre festes estacionals al calendari medieval Gaèlic d'origen celta, celebrades a Irlanda, Escòcia i a l'Illa de Man. se celebrava al voltant del 31 d'octubre o l'1 de novembre mentre altres rituals semblants es duien a terme entre els celtes britons en una festa anomenada Calan Gaeaf (a Gal·les), Kalan Gwav (a Cornualla) i Kalan Goañv (a Bretanya). El Samhain i el Calan Gaeaf són esmentats en algunes obres de la primitiva literatura irlandesa i gal·lesa. Els historiadors del segle xix van començar a fer servir el nom d'aquestes festivitats per explicar el Halloween i encara avui dia, es fan servir com a sinònims pels parlants de la llengua gaèlica.
El Samhain/Calan Gaeaf marcava el final de la temporada de collites i el començament de l'estació freda, que ells deien "el dia mig fosc" de l'any. Com la festa del Beltane/Calan Mai, era concebut com un temps de traspàs, que els esperits i fades (anomenats Aos Sí) podien amb major facilitat traspassar al món dels vius i estar més actius. Molts acadèmics interpreten els Aos Sí com «versions degradades dels antics déus […] el poder dels quals ha romàs actiu a la memòria de les persones fins i tot després d'haver estat oficialment substituïts per altres creences religioses». Els Aos Sí eren a la vegada respectats i temuts, mentre alguns individus encara invocaven la protecció de Déu quan s'aproximaven als llocs on habitaven aquests éssers.> Pel Samhain es creia que calia congraciar-se amb els Aos Sí per tal d'assegurar un hivern sense manca de provisions. Amb aquest motiu es feien ofrenes de menjar i beguda als Aos Sí. Es deia també que els esperits dels morts tornaven per visitar les seves antigues llars. En senyal de benvinguda, se'ls posava un plat taula o bé se'ls guardava un lloc a la vora del foc domèstic. Aquesta creença es va originar en temps arcaics i es pot trobar en moltes cultures a tot el món. A la Irlanda del segle xix encara s'encenien espelmes durant aquesta nit i es feia una oració per les ànimes dels difunts. Després d'això es feia un àpat familiar, es bevia i es feien jocs. Aquests jocs consistien a fer endevinacions, aprofitant la presència dels esperits dels morts, fent preguntes sobre el futur dels vius que es trobaven allí, en especial volien saber amb qui es casarien i quan moririen. Per fer aquests jocs sovint empraven nous i pomes. El foc també tenia una funció important, es creia que les flames i les cendres tenien poders protectors i purificadors i podien servir de mitjà per endevinacions. S'ha suggerit que aquesta creença vindria de la semblança entre el foc i el sol i pel poder que aquest astre exerceix per fer créixer les plantes i per protegir les persones de la foscor.
La festivitat cristiana de Tots Sants es va introduir al calendari l'any 609 i durant els primers anys es va celebrar el 13 de maig. A partir de l'any 835, el papa Gregori IV la va traslladar a l'1 de novembre (la mateixa data del Samhain). Alguns han suggerit que això va ser degut a la influència celta mentre altres creuen que va ser una idea de procedència germànica.

## Halloween en l'actualitat

### Illes britàniques

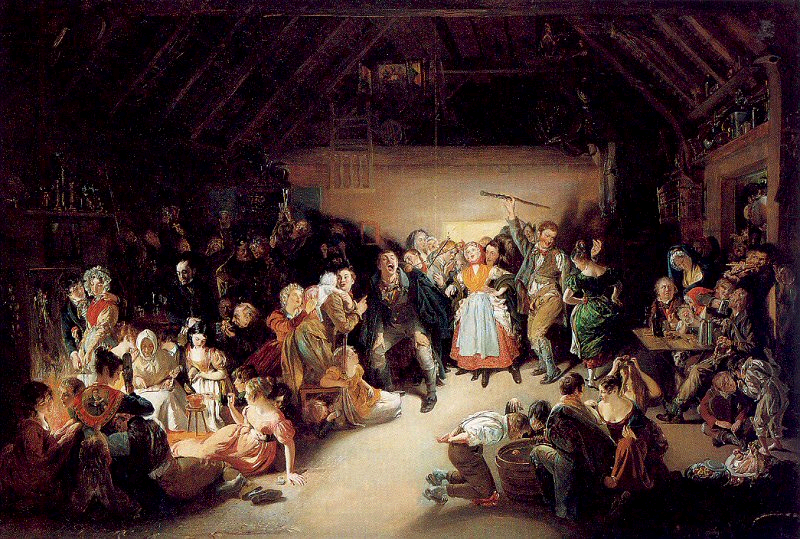
Pintura representant una reunió familiar fent els jocs de Halloween el 1833. Autor: Daniel Maclise.

A l'actual Irlanda, Escòcia, Gal·les i a l'Illa de Man, per la festivitat de Halloween és tradició disfressar-se de mort sortit de la tomba, costum que ve com a mínim del segle xvi. La gent va de porta en porta visitant les cases del barri disfressats de morts, de vegades recitant alguns versos o cançons a canvi de menjar. Podria procedir de la festa cristiana de Tots Sants, en què es diu que les ànimes dels morts que encara no han entrat al cel volten pel món dels vius en espera que les oracions els ajudin que els seus pecats siguin perdonats; però també podria ser d'origen celta intentant representar amb la disfressa els Aos Sí. A Escòcia els joves a més de disfressar-se es posen màscares o es maquillen amb pintura negra la cara o bé se l'embruten amb cendres i amenacen d'espantar la gent si no són ben rebuts. En alguns llocs de Gal·les els homes es posen una disfressa anomenada gwrachod com si fossin criatures temibles. Al pas del segle xix al xx els joves de Glamorgan i Orkney es vestien del sexe oposat. En parts del sud d'Irlanda, un home es disfressa de Láir Bhán (una euga blanca) i van per les cases recitant versos de contingut pagà demanant menjar. Les cases que ofereixen menjar per a l'euga poden esperar bona sort de la Muck Olla («olla de fang») però els que no donen aliment trobaran la desgràcia. La tradició de disfressar-se es va escampar per Anglaterra durant el segle xx, i també es va iniciar la tradició de fer bromes malicioses i fer llanternes amb carbasses, conegudes popularment amb el nom de jack-o'-lanterns.

### Nord Amèrica

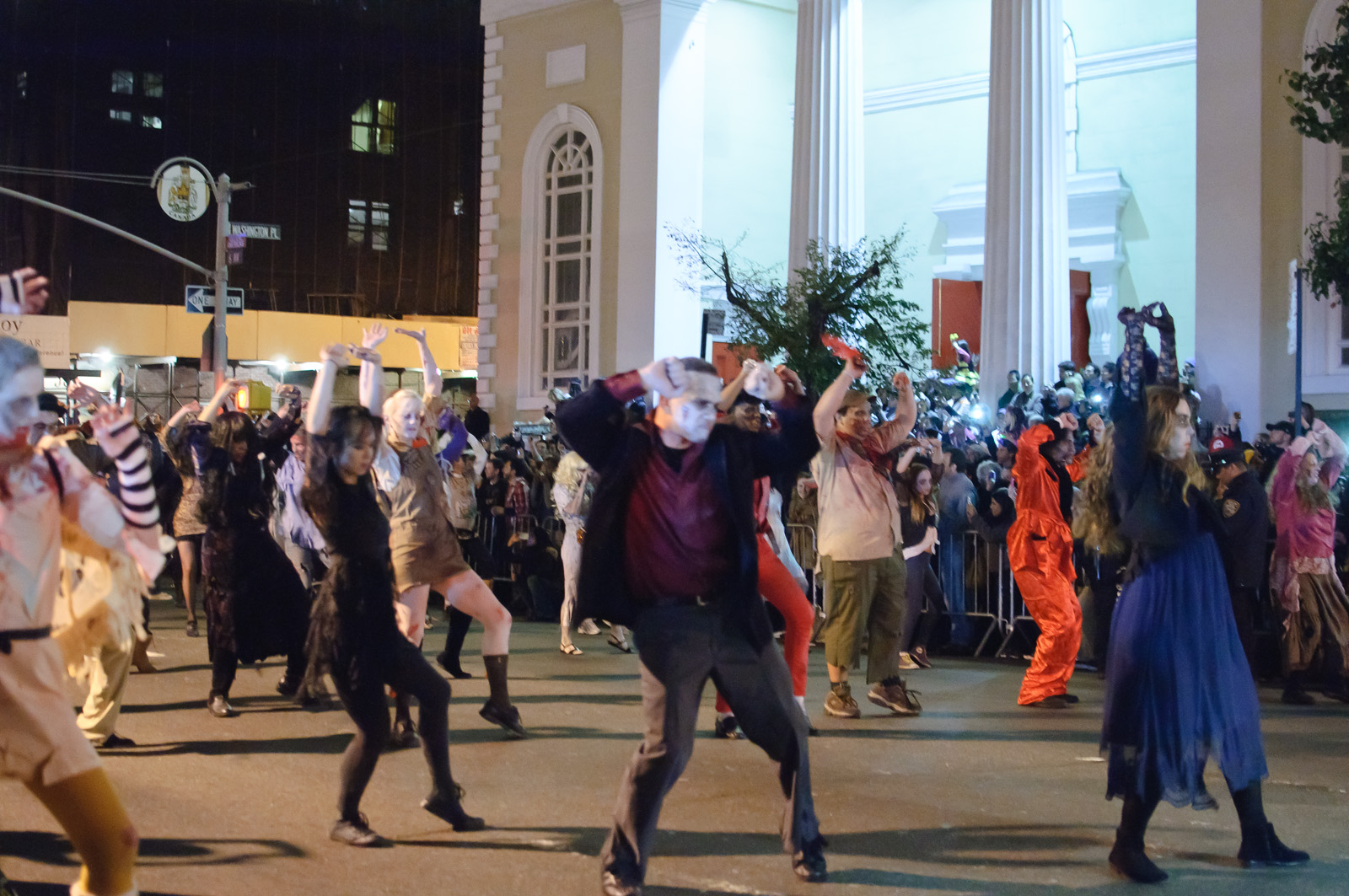
Tradicional desfilada de Halloween a Nova York

Lesley Bannatyne i Cindy Ott han escrit sobre la colonització anglicana del sud dels actuals Estats Units d'Amèrica i els colons catòlics de Maryland: Totes dues comunitats van reconèixer la festa de Tots Sants als respectius calendaris, mentre que els puritans de Nova Anglaterra es van oposar a aquesta celebració així com al Nadal. L'emigració massiva d'irlandesos i escocesos cap al Canadà i als EUA al llarg del segle xix va popularitzar la celebració de Halloween. A les zones antigament poblades pels indis Cajun es fa una missa nocturna als cementiris i es deixen enceses candeles beneïdes a les tombes. Algunes famílies passen tota la nit al cementiri fent companyia als seus familiars morts. La celebració que, en un principi estava reduïda a uns nuclis de població immigrant, es va escampar durant el segle xx entre la gent americana d'altres procedències.
A la ciutat de Nova York s'organitza una desfilada, tradició que es va iniciar el 1974 pel fabricant de titelles i màscares Ralph Lee al barri de Lower Manhattan del districte de Greenwich Village. Aquesta és la desfilada sobre el tema de Halloween amb major nombre de participants, ja que acostumen a haver unes 60.000 persones disfressades i uns dos milions d'espectadors en directe més una audiència televisiva d'uns 100 milions.

## Menjars típics

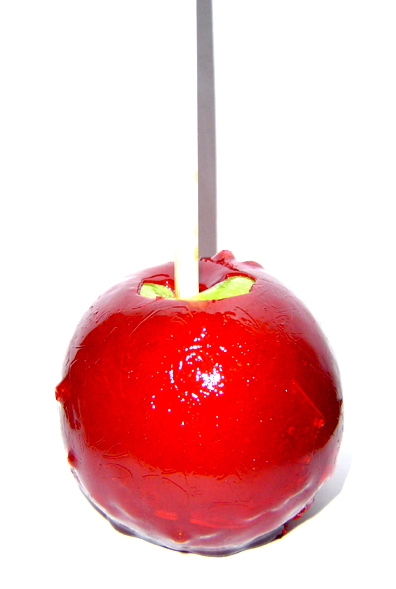
Poma de Halloween

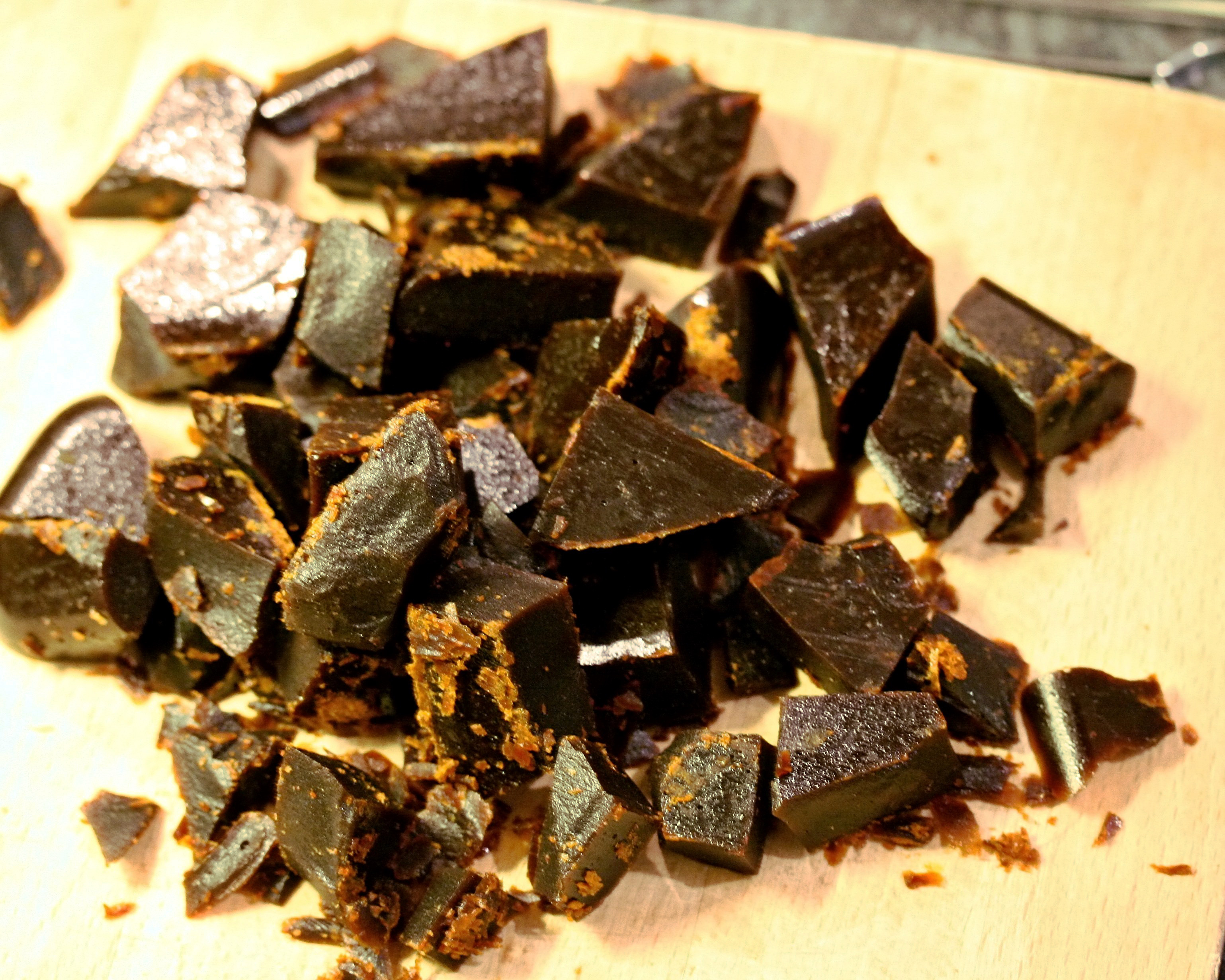
bonfire Tofee

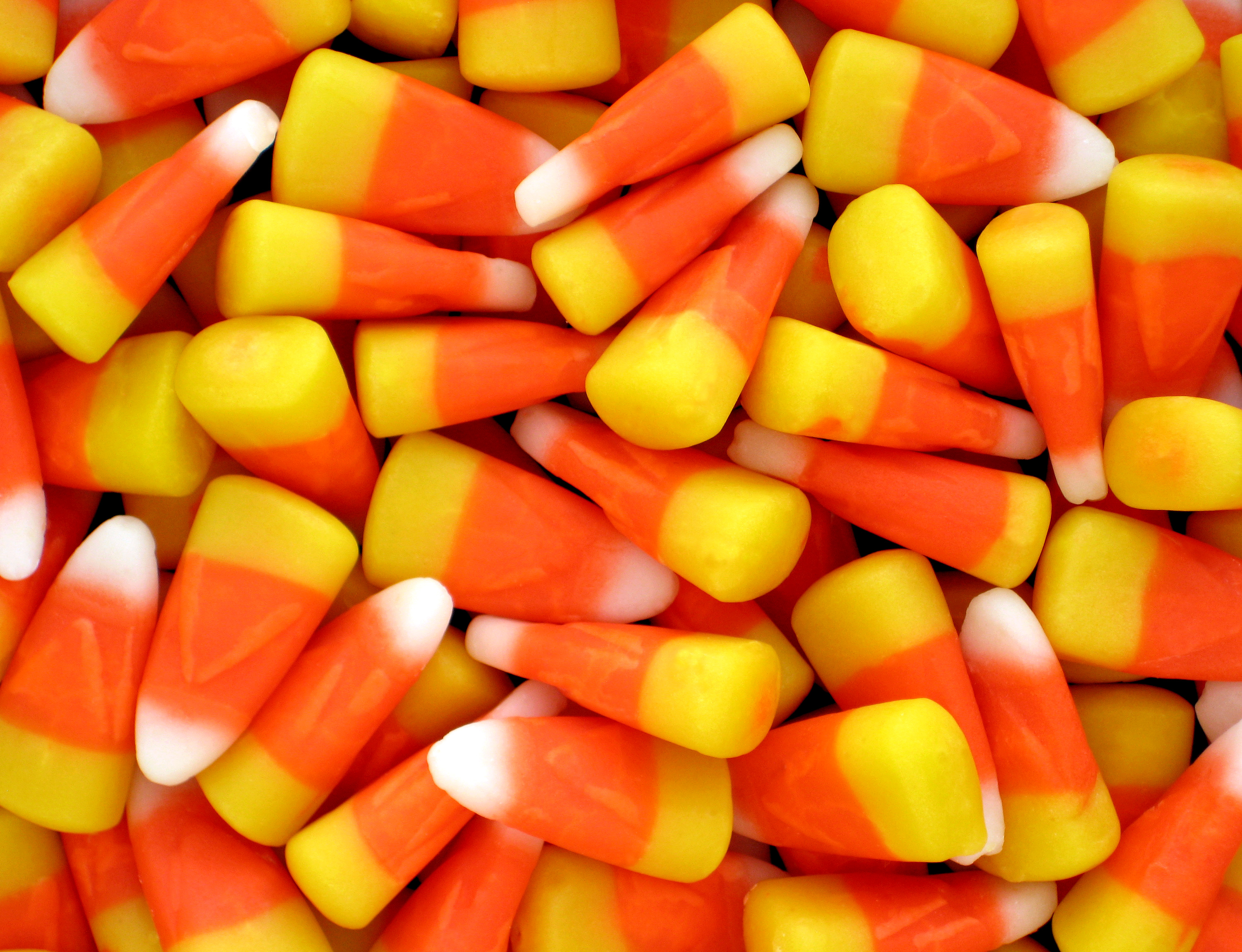
candy corn

Als començaments del cristianisme es va demanar abstinència de menjar carn durant la festa dels difunts. Això va donar lloc al sorgiment de diversos menjars típics d'origen vegetal.
Com que a l'hemisferi nord coincideix amb la temporada de les pomes, un dels menjars tradicionals de Halloween són les pomes caramel·litzades (en anglès toffee apples), de vegades acompanyades de fruits secs són uns dels aliments que s'oferien a les rondes nocturnes de disfressats.
Durant un temps als EUA va córrer el rumor que, amagat sota el caramel, a les pomes hi havia objectes tallants com ara agulles o trossos de fulla d'afaitar i la tradició de regalar aquestes pomes va caure en desús. Hi ha proves que això no va ser només un rumor, però els incidents d'aquesta mena o les bromes amb malícia són força escassos. A causa del rebombori que van muntar els mitjans de comunicació, els pares van donar per fet que es tractava d'una pràctica molt estesa i van prohibir als seus fills acceptar caramels. Per calmar la histèria col·lectiva alguns hospitals van oferir els seus aparells de raig X per analitzar els aliments sospitosos.
Una altra tradició que persisteix a Irlanda és la de cuinar o comprar un pastís anomenat barmbrack (en irlandès: báirín breac), que està fet amb trossos de fruita i a dins del qual s'amaga abans de fornejar una moneda o un anell. El pastís es menja amb molt de compte per no engolir-se el regalet. Es diu que qui trobi l'anell també trobarà el seu veritable amor durant l'any següent. Aquesta tradició és semblant a la del king cake que els anglesos mengen per l'Epifania.
Llista de menjars típics de Halloween:
- Barmbrack (Irlanda)
- Bonfire toffee, trossos de caramel dur fet amb sucre de canya (Regne Unit)
- Candy apples/toffee apples, les pomes caramel·litzades (Regne Unit i Irlanda)
- Candy corn, caramels de tres colors, blanc roig i groc imitant la forma del panís.(Nord Amèrica)
- Candy pumpkins, petits caramels amb la forma i el color d'una carabassa (Nord Amèrica)
- Monkey nuts, cacaus amb closca inclosa (Escòcia i Irlanda)
- Colcannon, pastís relacionat amb la tradició catòlica (Irlanda)
- Pumpkin pie, pastís o empanada farcida de carabassa.
- Caramels amb formes relacionades amb el món dels morts: calavera, ossos, cucs, etc.